# 先出し!THE NEWS (東北放送)
『先出し!THE NEWS』（さきだし!ザ・ニュース）は、2009年7月20日から2010年3月26日まで東北放送（TBCテレビ）で平日16:48 - 16:53に放送されていた平日午後のミニニュース番組で『総力報道!THE NEWS TBC』の兄弟番組にあたる（=THE NEWS TBSの宮城県ローカル差し替え）。

## 概要
本番組は『ひるおび!』の枠縮小及び『サカスさん』の枠移行に伴いスタートした。
タイトルは元々、『サカスさん』の冒頭ミニニュース枠として放送されていた『先出し!THE NEWS』を流用。
なお、平日14:55枠に放送されていた『THE NEWS TBC』の移設扱いのためか新聞やTBCホームページの番組表には『THE NEWS TBC』の表記となっていた。

## キャスター
- 若生哲旺（TBCアナウンサー）-『総力報道!THE NEWS TBC』と兼務、『TBCニュース』も続投。

## 放送時間
- 2009年7月20日 - 2010年3月26日 月 - 金曜16:48 - 16:53（JST）

## 内容
- 県内のニュース・天気予報と『総力報道!THE NEWS』の全国・県内パートの項目を放送している。